# 黄胸鼠
黄胸鼠（学名：Rattus flavipectus）为鼠科家鼠属的动物。在中国大陆，分布于江西、广西、陕西、贵州、安徽、云南、甘肃、湖南、河南、海南、四川、江苏、广东、福建、浙江、湖北等地，多见于家舍、田野。该物种的模式产地在四川宝兴。
黃胸鼠的身上寄生有多個恙蟎科的物種，計有3個亞科、17個屬、114個物種，可傳染疾病。